# 19e cérémonie des Online Film Critics Society Awards
La 19e cérémonie des Online Film Critics Society Awards (OFCS Awards), décernés par l'Online Film Critics Society a récompensé les films réalisés dans l'année.

## Palmarès

### Meilleur film
★ Mad Max: Fury Road

### Meilleur réalisateur
★ George Miller pour Mad Max: Fury Road

### Meilleur acteur
★ Michael Fassbender pour Steve Jobs
- Michael B. Jordan pour Creed : L'Héritage de Rocky Balboa

### Meilleure actrice
★ Cate Blanchett pour Carol

### Meilleur acteur dans un second rôle
★ Oscar Isaac pour Ex Machina
- Sylvester Stallone pour Creed : L'Héritage de Rocky Balboa

### Meilleure actrice dans un second rôle
★ Rooney Mara pour Carol

### Meilleur scénario original
★ Tom McCarthy et Josh Singer - Spotlight

### Meilleur scénario adapté
★ Phyllis Nagy - Carol

### Meilleure photographie
★ John Seale - Mad Max: Fury Road

### Meilleur montage
★ Margaret Sixel - Mad Max: Fury Road

### Meilleur film étranger
★ The Assassin ( Taïwan)

### Meilleur film d'animation
★ Vice-versa (Inside Out)

### Meilleur film documentaire
★ The Look of Silence